# Hydraena subirregularis
Hydraena subirregularis är en skalbaggsart som beskrevs av Maurice Pic 1918. Hydraena subirregularis ingår i släktet Hydraena och familjen vattenbrynsbaggar. Inga underarter finns listade i Catalogue of Life.